# Гродгауд (герцог Фріульський)
Гродгауд або Родганд, герцог Фріульський (774—776). Одні джерела стверджують, що він був герцогом, залежним від короля лангобардів Дезидерія, інші вважають, що його призначив герцогом імператор Священної Римської імперії Карл Великий.
У 776 повстав проти влади франків, а тому був зміщений Карлом Великим, який призначив герцогом Маркарія.